# Stellaris
Stellaris er et 4X strategi-videospil udviklet og udgivet af Paradox Interactive. Stellaris' gameplay omhandler udforskningen af rummet, administration af et imperium, diplomati, og krigsførelse i rummet mod andre rumvæsner. Den blev udgivet verden over til Windows, OS X og Linux den 9. maj 2016 og den 26. februar 2019 til PlayStation 4 og Xbox One.

## Gameplay
Stellaris er et strategispil i realtid, der er sat i rummet, begyndende i år 2200. Spillere styrer en art (herunder mennesket) i dens tidlige stadier af rumforskning, lige efter opfindelsen af hurtigere-end-lys (FTL) rumskibsteknologi. Afhængigt af flere faktorer, såsom civilisationens etik og spillerens ønsker, kan imperiets endelige mål spænde fra galaktisk erobring, opsamling af ressourcer og teknologisk overherredømme til fredelig sameksistens med eller absolut ødelæggelse af alt andet levende liv. Spilleren kontrollerer skibe, videnskab, byggeri og militære fartøjer. Kamp omfatter rumkamp og jordkamp og er mere centreret mod det større billede, forberedelse og strategi. Der er også diplomatiske muligheder såsom alliancer og handelsaftaler med andre racer.
Spillet begynder enten ved at vælge et af de allerede designede imperier eller ved selv at designe et. Processen med at skabe en art involverer flere forskellige valg.

## Udvikling og udgivelse
Stellaris blev udviklet af Paradox Development Studios og udgivet af deres moderselskab, Paradox Interactive. Spillet bruger den samme Clausewitz Engine, som studiet har brugt siden Europa Universalis III i 2007 omend med nogle ændringer, såsom brugen af fysisk baseret rendering (PBR). Det blev officielt annonceret på Gamescom i august 2015.

## Modtagelse
I en forhåndsvisning af spillet på Rock, Paper, Shotgun skrev Adam Smith, at Stellaris "kunne være Paradoxs 'bedste moment' (eng: finest hour) og et vartegn i udviklingen af både 4X og strategidesign."
Ved udgivelsen modtog Stellaris gunstige anmeldelser, hvor Metacritic gav det en samlet score på 78/100. En række anmeldelser understregede spillets tilgængelige brugerflade og design sammen med et meget fordybende og næsten Rollespils-lignende tidligt spil, der var stærkt påvirket af spillerens beslutninger om artsdesign og også nyheden i slutspillets krisebegivenheder. De mere blandede anmeldelser bemærkede også, at midten af spillet kunne være mindre spændende takket være et alt for simpelt diplomatisk system og en noget passiv AI.